# 笛吹権三郎
笛吹 権三郎(ふえふき ごんざぶろう)は、山梨県の一級河川の笛吹川の名称の起源とされる伝説上の人物。

## 伝説
三富村(現山梨市三富) 上釜口芹沢という地区に、日原権三郎と言う若者が母親と暮らしていた。権三郎は笛の名手だったことから、いつの間にか笛吹権三郎と言われるようになった。ある年の洪水により、権三郎と母親は濁流に巻き込まれ、権三郎だけは助かった。権三郎は笛を吹きながら、川沿いに上り下りして母親を探したが、見つかる事はなかった。疲労した権三郎も川に流され、遺体は春日居村(現笛吹市春日居町)小松に流れつき、長慶上人によって埋葬された。笛吹川という名称は、この伝説によってつけられたと言われている。
権三郎の埋葬の時期については、天正3年(1575年)7月頃とするものがあるが、長慶寺の寺記により天正5年(1577年)7月20日とするものもある。

## 墓所
笛吹市春日居町小松の長慶寺境内にある。

## 石像、石碑
- 山梨市三富上釜口854 笛吹公園内

権三郎の母子が住んでいたと言われる芹沢地区にあり、権三郎の石像の中では一番大きい。

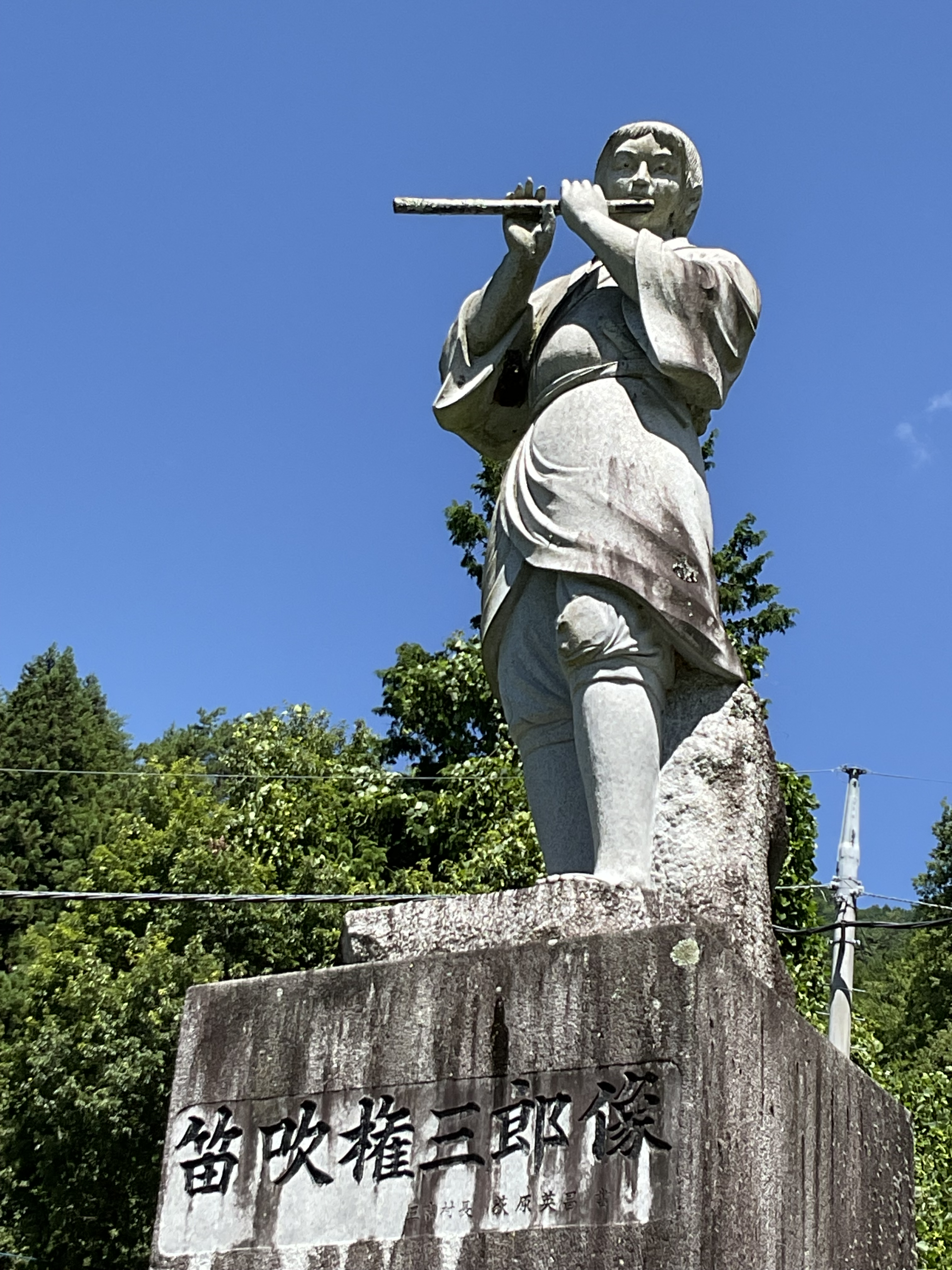
山梨市三富にある笛吹権三郎の石像
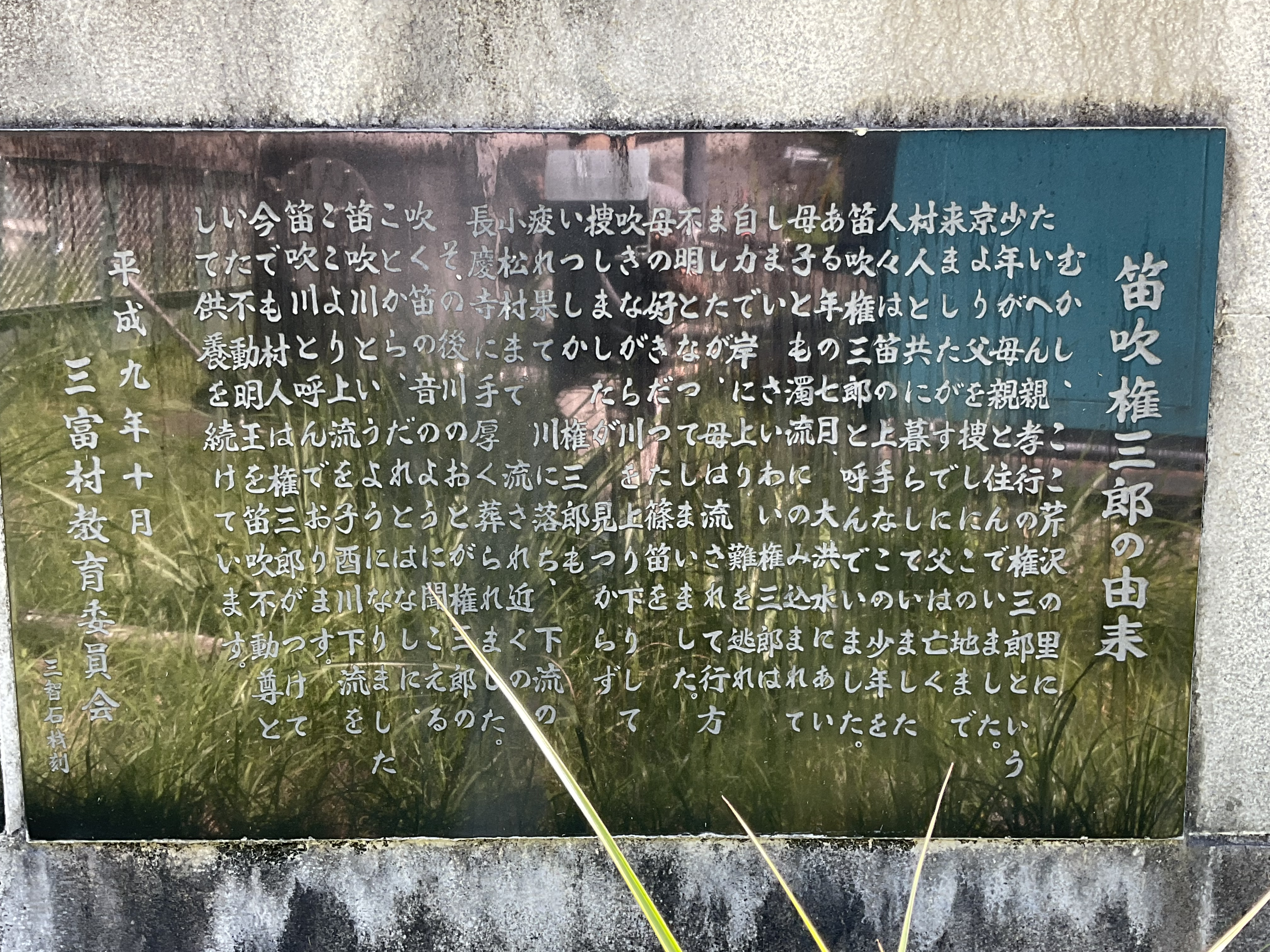
山梨市三富にある笛吹権三郎の石像側にある説明文の石碑]

- 笛吹市春日居町小松 長慶寺境内

権三郎の墓所である長慶寺にある
。

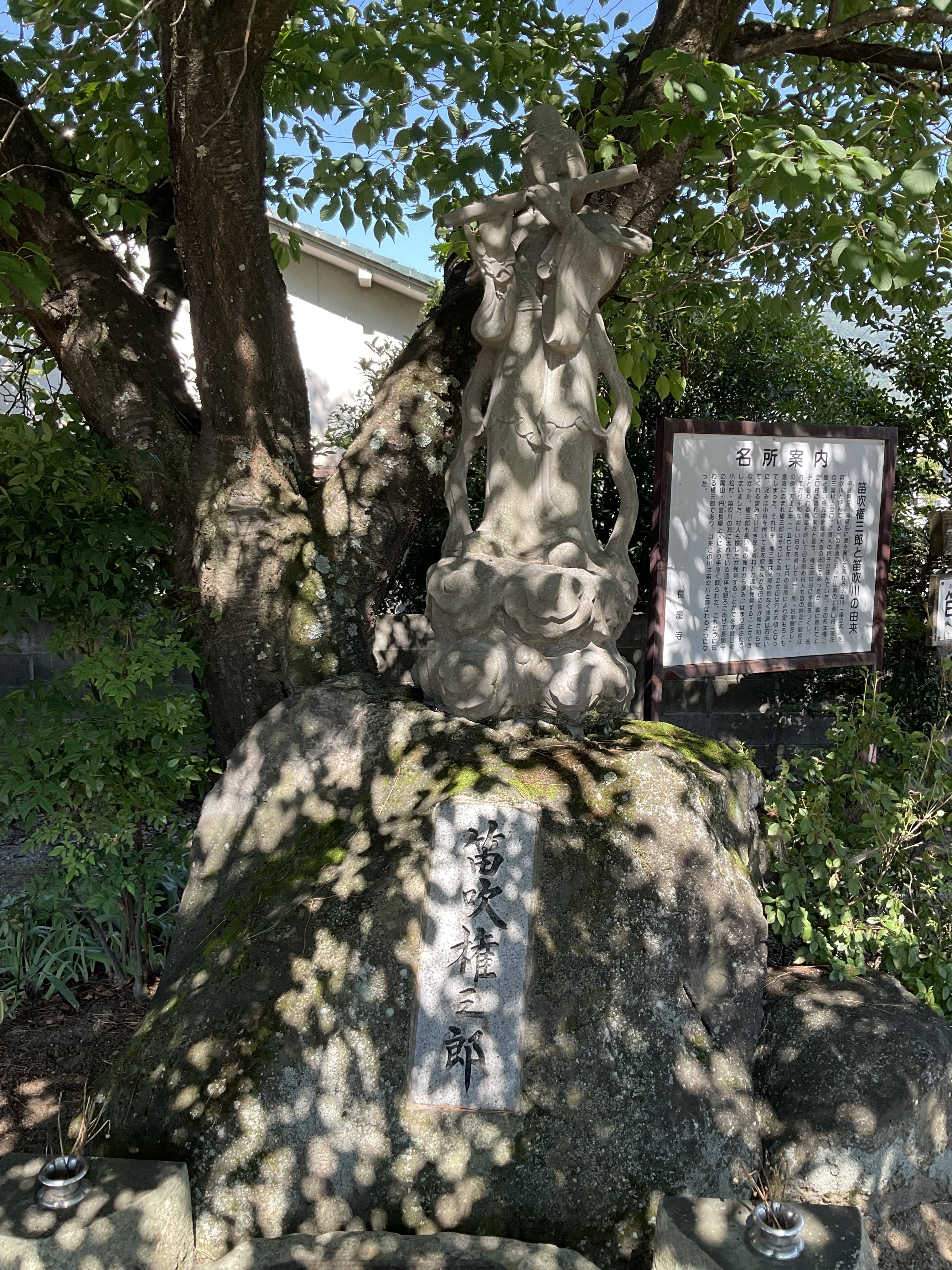
長慶寺にある笛吹権三郎の石像
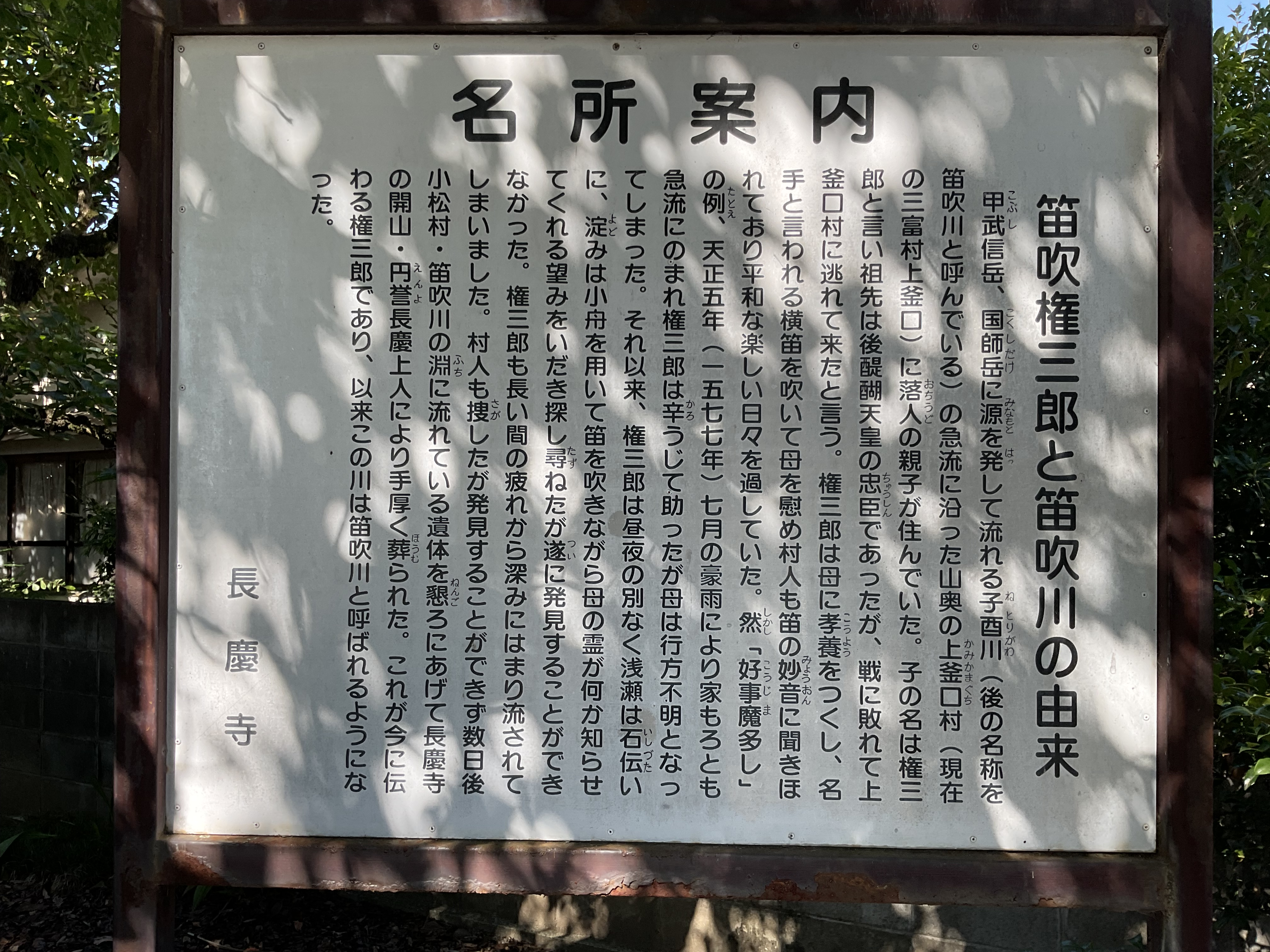
長慶寺の笛吹権三郎の石像側にある説明文

- 笛吹市石和町川中島 笛吹川の土手脇にある。石和町観光協会により、1970年（昭和45年)7月10日建立[2][5]

。

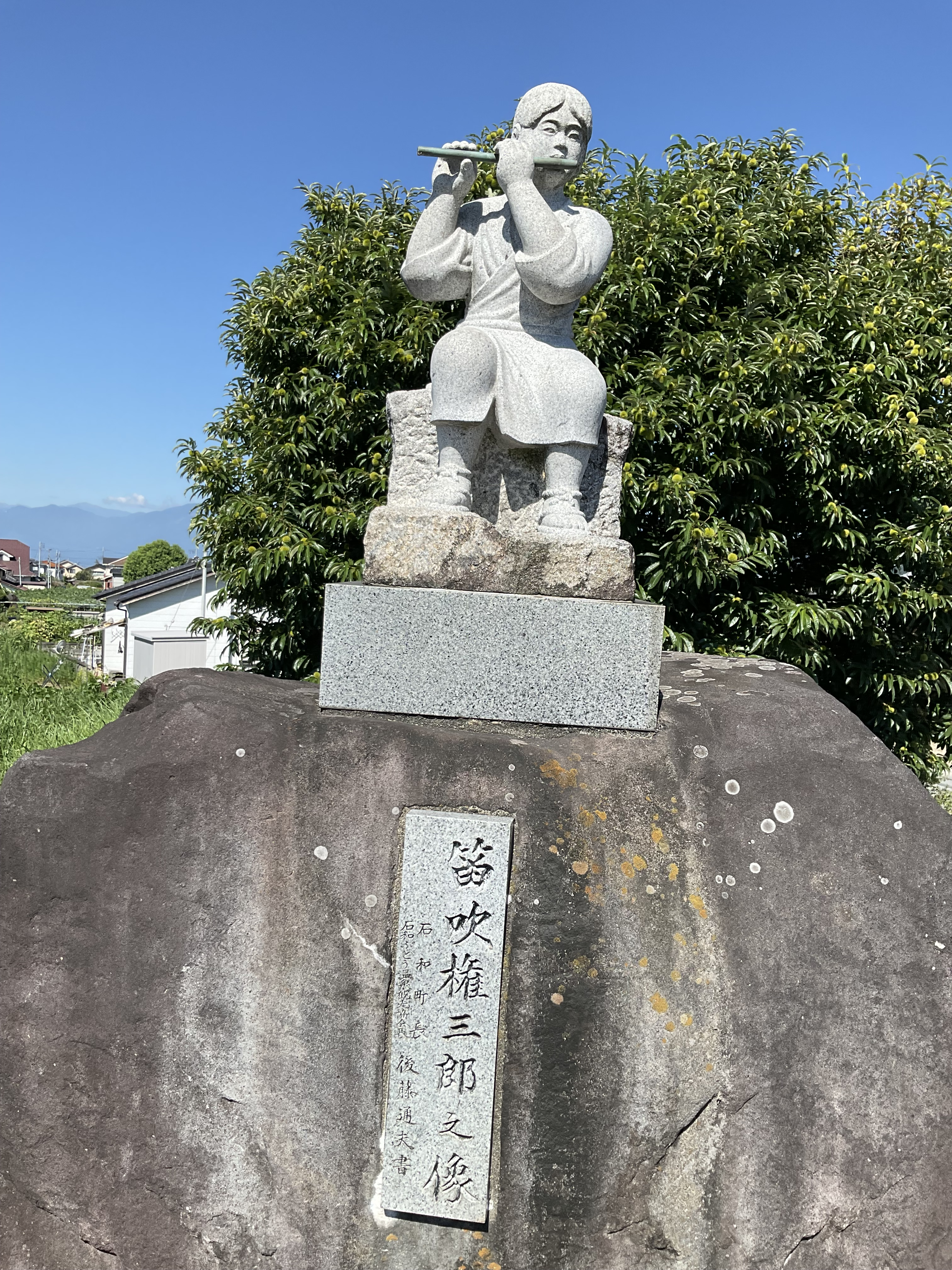
石和町川中島にある笛吹権三郎の石像
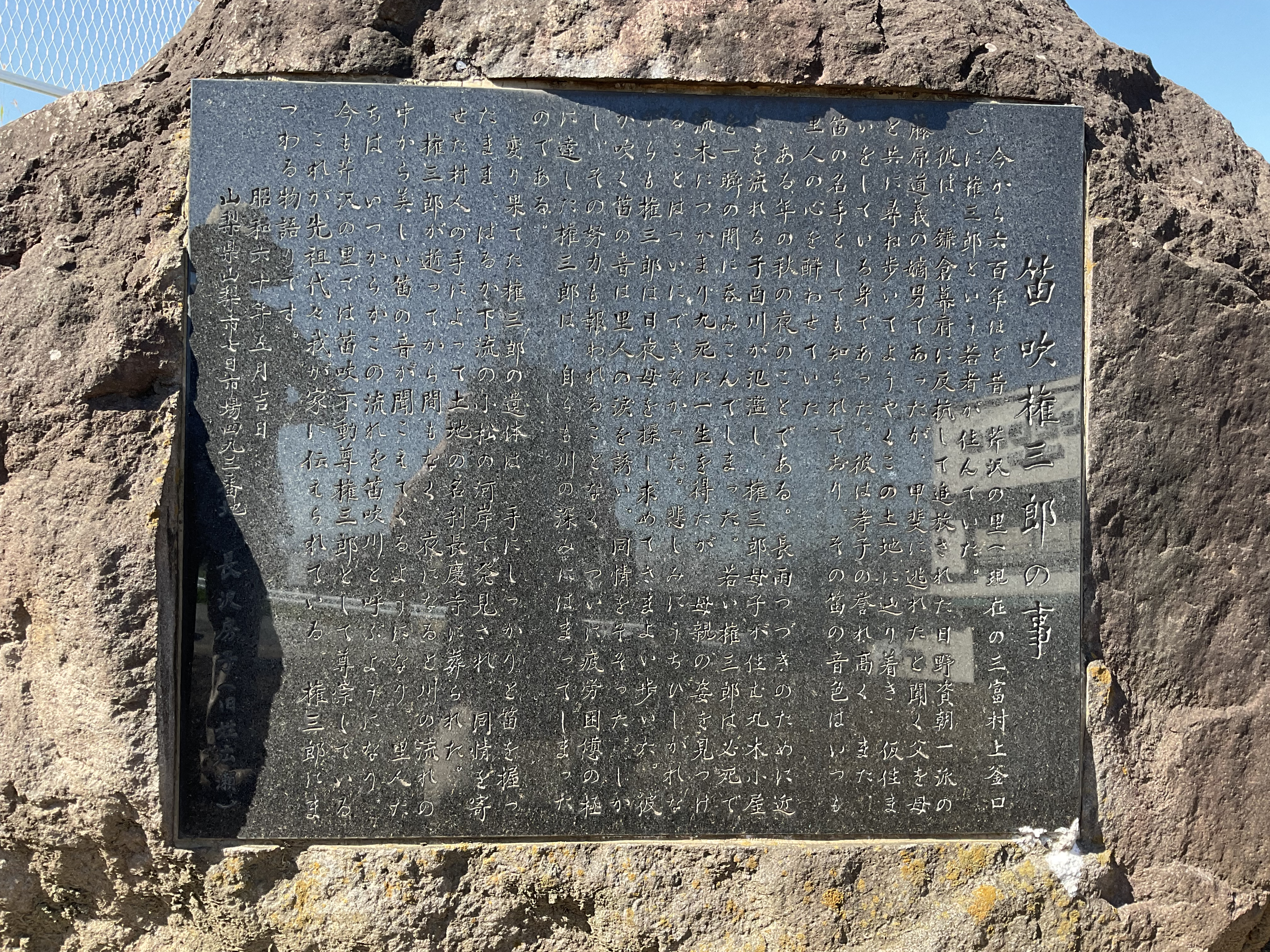
石和町川中島にある笛吹権三郎の石像側にある説明文石碑

- 笛吹市石和町内の石和橋の上に設置。

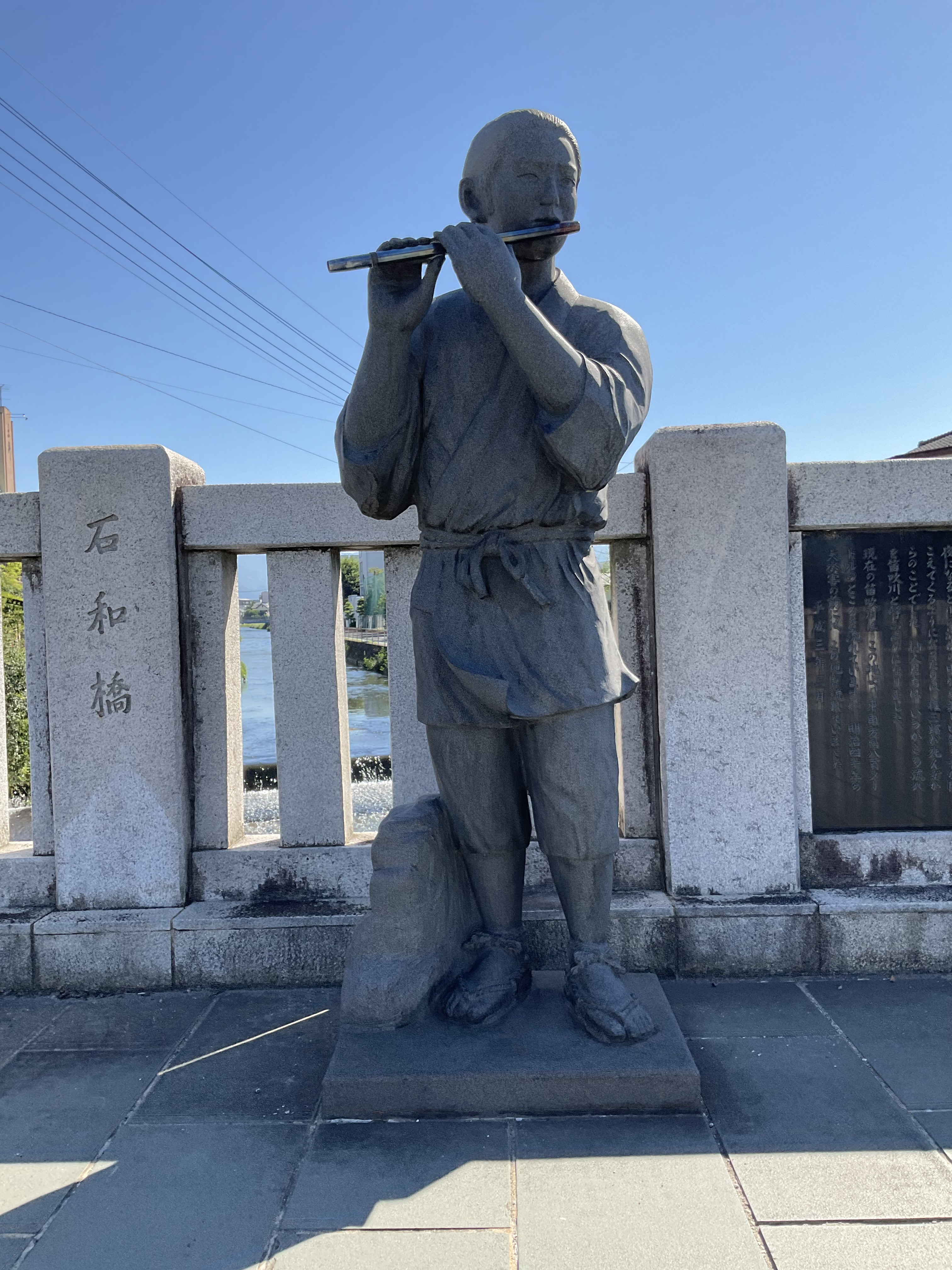
笛吹市石和町八田の石和橋にある笛吹権三郎の像
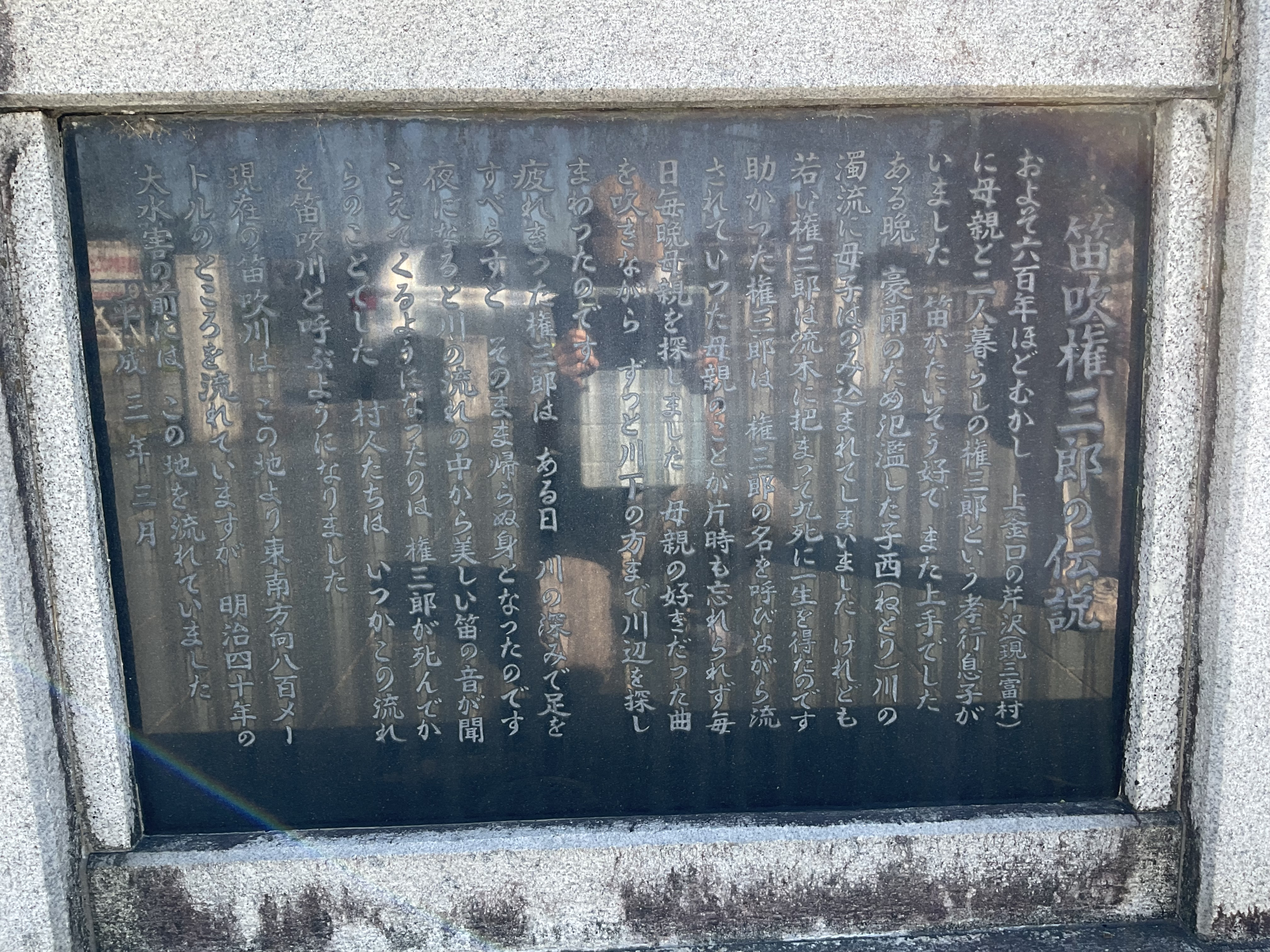
笛吹市石和町八田の石和橋にある笛吹権三郎の石像側にある説明文の石碑]

## 関連
- 笛吹川
- 無量山長慶寺